# 土曜ランチTV なじラテ。
土曜ランチTV なじラテ。（どようランチティーヴィー なじラテ）は、2017年4月1日から新潟放送（BSNテレビ）で土曜日12:10 - 14:00に放送されている情報バラエティ番組。

## 概要
「新潟を楽しもう!」がテーマの番組。
2017年3月25日までネットしていた王様のブランチ第2部のネット打ち切りに伴い放送を開始。2018年3月31日までは12:00 - 13:55の放送だったが同年4月7日から王様のブランチ第1部のネット開始に伴いキユーピー3分クッキング（CBC制作)の放送時間が12:00 - 12:10に変更。当番組は10分短縮され12:10 - 13:55の放送となる。更に2020年10月3日の放送から放送時間が12:10 - 14:00に変更された。

## 出演者

### 現在の出演者
2024年9月7日より
MC
- 三石佳那（BSNアナウンサー）
- 吉田理彩（BSNアナウンサー）
- 工藤淳之介（BSNアナウンサー）2024年5月～育休中[1]で9月7日から復帰[2]
- ハレッタ（BSNキャラクター）

スタジオゲスト
- いっすねー!山脇（同上）
- チカコホンマ（よしもと新潟県住みます芸人）
- TSUNEI (シンガーソングライター、南魚沼市出身）
- Kaede (Negiccoメンバー)
- Nao☆ (Negiccoメンバー)
- 横山実郁 (RYUTistメンバー)
- 澁谷裕之 (エールホームクリニック医師)
- 立川らく萬 (落語家)
- 野澤洋輔（アルビレックス新潟事業部 営業本部長）
- 石田重廣（夢グループ代表取締役社長）
- 保科有里（夢グループ所属歌手）
- 清水伸（俳優）[3]
- 琴音（シンガーソングライター）[4]
- ニイガタ姉さん（新潟県非公認PRキャラクター、2024年10月12日初登場）[5]
- ホリ (タレント)[6]
- 未知やすえ（お笑いタレント、女優、吉本新喜劇座員）[7]

### 主な番組内のコーナー
中継
- 麦島中継 今、会い行きます！麦島侑（BSNアナウンサー）

コーナー
- にいがたグルメ大捜査

県内の飲食店をリポーターが「グルメポリス」と称して食レポするコーナーでリポーターは三石アナ、吉田アナ、チカコホンマ、横山実郁、TSUNEI等が担当する。過去にセブンイレブンとのメニューコラボした時もあった。
視聴者投票により新潟のおいしいイタリア料理店トップ10、新潟の海の近くのおいしいお店トップ10等の料理カテゴリー別にランキングを発表するSPも不定期にて放送される。
1年間取材したグルメを総括する「＼ 極上グルメ大集合！／まとめてピッピーＳＰ」も年末には放送された。
- 手を握っていいですか？

中澤卓也降板伴い麦島アナが担当。
「年末SP2024手を握っていいですか祭り」として放送された。
- 新潟を楽しもう！釣り企画（不定期）

フィッシャーズ (釣具店)スタッフと山脇と吉田アナぺアが海水魚、淡水魚での釣果を競うコーナー。
- お仕事体験

主にMCが県内の様々な業種の仕事を体験するコーナー。（不定期）
- 忍者☆発県伝 いっすねー!山脇

- らく萬のまんぷく散歩[10]

新潟市出身の立川らく萬のグルメ散歩コーナーで満腹ゲージがMAXになるまで食べるコーナー。
- マンション価格ハイ＆ロー

県内の中古マンションを見学して価格を当てるコーナー。いっすねー!山脇と大谷ってヤツですよ！（よしもと新潟県住みます芸人）が担当。
- JA全農にいがたPresents 旬の新潟いだきます。[11]

山脇と佐藤智香子が県内の旬の食材で絶品メニューを作るコーナー。
- NEXCO東日本プレゼンツ 新潟ドライブ旅

TSUNEIと山脇や三石アナが高速道路を使い県内、近県のスポットにお出かけ体験するコーナー。
- 動物ふれあい旅

TSUNEIが「動物」にまつわるスポットをめぐるコーナー。
- 潟トレ

新潟県にまつわる脳トレクイズコーナー。
- 山本さんのコレなじ!?

様々な新潟弁企画していた山本さんが商品に毒舌で突っ込みを入れるコーナー。三石アナ、TSUNEI、チカコホンマらがアシスタントを務める。
- 親バカグラム

子供の写真・動画を紹介するコーナー。ナレーションは近藤丈靖、佐野佳世。
- なじラテ伝言板

- 市報にいがたｄｅなじラテ[12]

- なじラテ。エンタメ情報

話題の映画情報などを紹介するコーナー。
- お天気コーナー
- BUZZラテ。（不定期）

新潟のバズリスポットをTSUNEI、三石アナが紹介するコーナー。中継で行貝寧々アナが担当する時もある。

### 過去の出演者
- 黒崎貴之（BSNアナウンサー）
- 近藤丈靖（BSNアナウンサー）
- 林莉世（BSNアナウンサー）
- 田中碧（BSNアナウンサー＜当時＞。2019年にテレビ神奈川に移籍）
- 菊田あや子
- 中澤卓也